# Maximilien de Ring
Maximilien de Ring (eigentlich Bernard-Jacques-Joseph-Maximilien de Ring, auch Maximilian von Ring) (* 27. Mai 1799 in Bonn; † 5. März 1873 in Bischheim, Elsass) war ein deutsch-französischer Archäologe, Historiker, Landschaftsmaler und Zeichner.

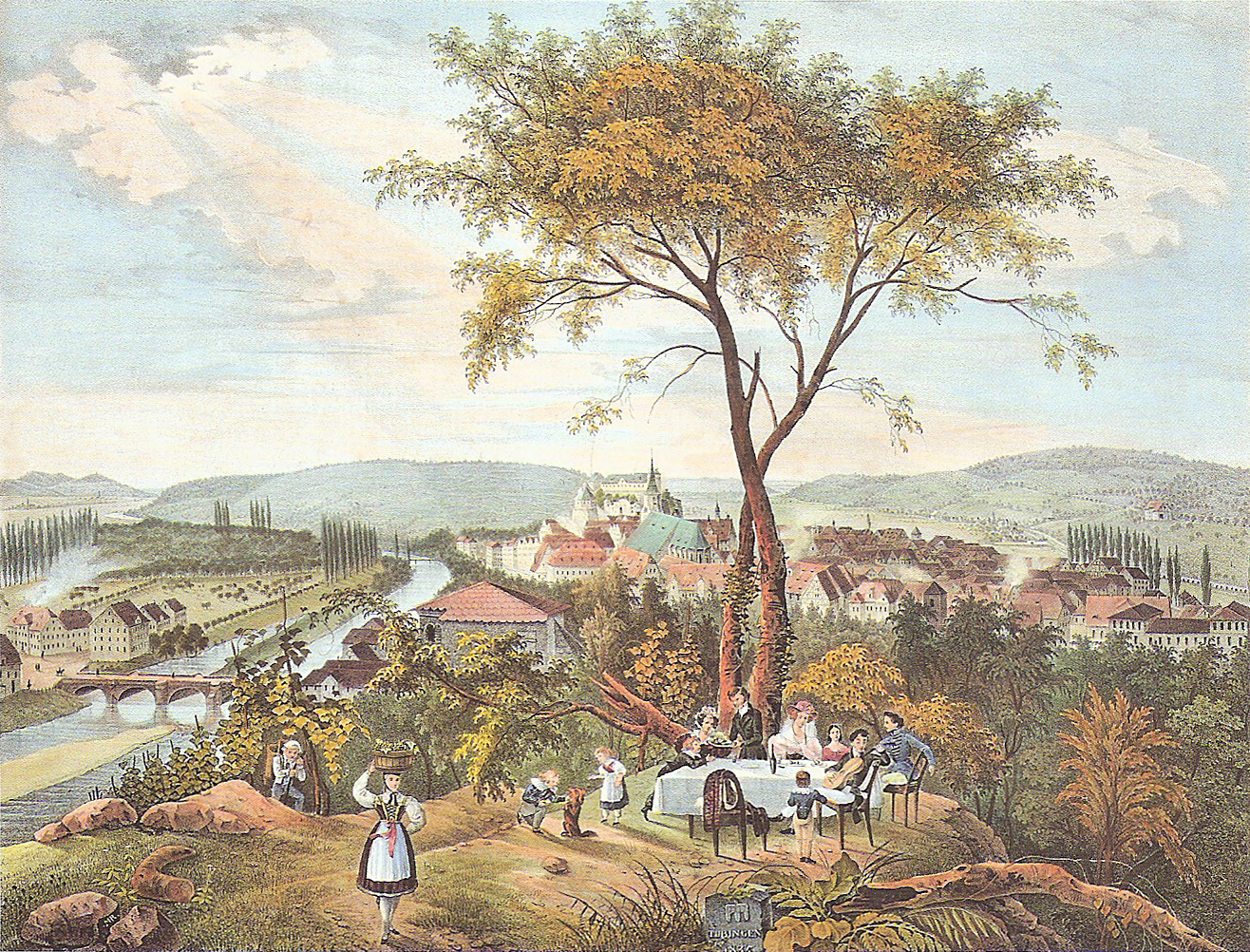
Tübingen vom Österberg (Kreidelithographie nach einer Zeichnung von Maximilien de Ring, 1835)

## Leben
Ring stammte aus einer Familie schwedischen Ursprungs, sein Vater war Oberst in der französischen Armee. Er wuchs in Paris auf und wurde dort wissenschaftlich unterrichtet. 1815 ging er nach Deutschland, um dort Studien der Geschichte und Archäologie in Südwestdeutschland und im Elsass aufzunehmen. Vor 1839 wohnte er in Tübingen, von ca. 1839 bis 1848 in Freiburg im Breisgau. In Deutschland heiratete er eine Freifrau von Ulm-Erbach. 1848 kehrte er nach Frankreich zurück. 1844 wurde ihm vom Ministère de l'Instruction publique der Titel eines Correspondant du ministère du recueil des inscriptions latines verliehen, 1853 der eines Correspondant du ministère de l'Instruction publique pour les travaux historiques. Er war Mitglied und zeitweise Secretaire der Société pour la conservation des monuments historique d'Alsace.
Er war als Altertumswissenschaftler mit zahlreichen Publikationen zur südwestdeutschen und elsässischen Archäologie, Geschichte und Architektur tätig.
In seinem 1829 in Straßburg erschienenen zeichnerischen Hauptwerk „Vues pittoresques des vieux chateaux de l Allemagne“ dokumentierte der Archäologe und Zeichner in Tuschzeichnungen nicht nur große Burganlagen wie Schloss Ortenberg, Burg Rötteln, die Hochburg bei Emmendingen oder das Heidelberger Schloss, sondern auch abgelegene und in Vergessenheit geratene Bauwerke, etwa Burg Roggenbach, Burg Gutenburg, Burg Neu-Tannegg und weitere.
Rings Tuschezeichnungen, nach denen Lithographien angefertigt wurden, sind im Augustinermuseum in Freiburg bewahrt. 1816 wurden sie in der Pariser Dependance des aus Mülhausen stammenden Lithographen, Druckers und Verlegers Godefroy Engelmann lithographiert. Als Schüler Alois Senefelders führte Engelmann diese neue Drucktechnik 1814 in Frankreich und 1820 auch in Spanien ein.
Im selben Jahr erschien dieses Werk in Paris mit deutschen Texten als Malerische Ansichten der Ritterburgen Deutschlands, 1980 erschien ein Nachdruck.
In seinen weiteren Werken widmete sich Maximilian von Ring ausschließlich archäologischen und historischen Studien, deren Resultate er in zahlreichen Publikationen vorlegte.
Sein in zwei Bänden in Paris 1852 und 1853 erschienenes Werk Mémoire sur les établissements romains du Rhin et du Danube principalement dans le sud-ouest de l'Allemagne wurde von der Académie des inscriptions et belles-lettres mit einem Preis ausgezeichnet.
1873 schrieb er über die Belagerung von Straßburg während des Deutsch-Französischen Krieges, die er als barbarisch verstand. Er verstarb auf einer Reise in Bischheim bei Straßburg. Einer seiner Söhne war zu dieser Zeit Diplomat Frankreichs an der Botschaft in Wien.
Großherzog Leopold von Baden ehrte ihn durch die Verleihung des Ordens vom Zähringer Löwen.
Eine Biographie, die Bearbeitung und Würdigung seiner historischen und archäologischen Studien, die sich in zahlreichen kleinen Schriften niederschlagen haben, steht noch aus. Für die Archäologie sind seine Forschungen auch heute noch wertvoll, da er durch seine Fundbeschreibungen und Zeichnungen die Befunde meist längst zerstörter oder stark veränderter historische Stätten dokumentiert hat.

## Schriften
- Vues pittoresques des vieux chateaux de l Allemagne. Le Grand-Duche de Bade. Avec texte historique et descreptif. Partie méridionale: De la valle de Kintzig au Lac de Constance. Partie septentrionale. De la valle de Kintzig au Mein, 2 Bände, Mit 2 lithographierten Titeln und 52 nach M. von Ring lithographierten und teilweise getönten Ansichtstafeln, Strasbourg, Levrault 1829.
- Malerische Ansichten der Ritterburgen Deutschlands nach den Originalzeichnungen des Hrn. Maximilian von Ring. Das Großherzogthum Baden, 1: Südlicher Theil von dem Kinzigthale bis an den Bodensee, Strasbourg, Levrault 1829.
- Malerische Ansichten der Ritterburgen Deutschlands nach den Originalzeichnungen des Hrn. Maximilian von Ring. Das Großherzogthum Baden, 2: Nördlicher Theil von dem Kinzigthale bis an den Main, Strasbourg, Levrault 1829.
  - Malerische Ansichten der Ritterburgen des Grossherzogtums Baden. Nachdruck der Ausgabe Paris 1829 [Falsche Ortsangabe, korrekt Strasbourg] (Band 1 und 2), Einleitung von Max Schefold, Frankfurt a. M., Weidlich 1980, ISBN 3-8035-1083-X
- Le château de Tubingue, Reutlingen, Mäcken 1835.
- Études hagiographiques, Colmar, Impr. de Decker 1856.
- Établissements celtiques dans la Sud-ouest-Allemagne, Fribourg (Freiburg i. Br.),  Emmerling 1842.
- Gustav Wever (Text); Maximilian von Ring (Tuschzeichnungen): Badenweiler mit seinen Umgebungen, topographisch, historisch, naturhistorisch und medizinisch beschrieben, Freiburg, Emmerling 1843; 2., verm. Aufl. Freiburg im Breisgau, Wagner 1854.
  - Der klimatische und Molken-Kurort Badenweiler mit seinen Umgebungen, topograph., histor. u. medicin. dargest. von Gustav Wever. 3. Aufl., Badenweiler, Fabel 1866 (Nachdruck: Freiburg im Breisgau, Abel 1980, ISBN 3-9800253-2-2).
  - Badenweiler mit seinen Umgebungen, topographisch, historisch und medicinisch dargestellt; mit einem Plan der römischen Bäder, einem Panorama der Alpenkette und einer Karte der Umgebung, 5., umgearbeitete Auflage, Badenweiler, Fabel 1880.
- Esquisse historique de l'école de musique flamande, au moyen-âge, Extracted. Bruxelles? 1848.
- Le Val du Danube à Beuron, Strasbourg, E. Simon 1849.
- Nachrichten über den heiligen Lambert, Bischof von Tongert, Stadtpatron von Freiburg, Freiburg i. Br., Wangler 1849.
- Souvenir des bains et environs de Niederbronn, album de douze planches gravées sur acier, avec une carte et un texte descriptif, Strasbourg, E. Simon 1849.
- Histoire des Germains depuis les temps les plus reculés jusqu'à Charlemagne pour servir d'introduction à l'histoire de l'Empire Germanique, Strasbourg, Treuttel & Würtz 1850.
- Mémoire sur les établissements romains du Rhin et du Danube principalement dans le sud-ouest de l'Allemagne, 2 Bände, Paris, Leleux 1852 und 1853.
- Du surnom de Cautopates donné à Mithra, sur une inscription nouvellement découverte à Friedberg, Paris u. a., Techener u. a. 1853.
- Essai sur la Rigsmaal-Saga et sur les trois classes de la société germanique, Paris, B. Duprat 1854.
- Histoire des peuples opiques, de leur législation, de leur culte, de leurs moeurs, de leur langue, Paris, Duprat u. a. 1859.
- Tombes celtiques de l'Alsace. Nouvelle suite de mémoires, Strasbourg, Impr. de Simon 1865
- Notice sur des antiquités celtiques de l'âge de pierre trouvées sur le territoire de la commune de Schiltigheim près Strasbourg, Paris, impr. impériale 1866.
- Le Camp romain de l'Oberlinger, au-dessus de Guebwiller Haut-Rhin, Paris, impr. impériale 1866.
- Les Tombes celtiques de la forêt de Brumath, Strasbourg, Impr. de Vve Berger-Levrault 1868.
- Anciennes sépultures de l'abbaye de Beaupré, d'après des manuscrits inédits de Dom Calmet, par M. le Bon de Ring, avec des notes et additions par M. Paul Delorme, Nancy, Impr. de G. Crépin-Leblond 1880.